# Type B CGO
Le type B est un type d'automotrice électrique pour tramway de la Compagnie générale des omnibus (CGO)  qui a circulé sur le réseau parisien entre 1913 et 1935.

## Histoire
La Compagnie générale des omnibus (CGO), réalise en 1912, une série de 200 véhicules à bogies pour assurer l'exploitation de ses lignes en traction électrique. Avant cette date, la CGO utilisait la traction mécanique et animale. En 1921, la série est intégrée au parc de la STCRP puis réformée entre 1931 et 1935.

## Caractéristiques
La caisse offrait deux compartiments dissymétriques, accessibles par une plate-forme centrale. Aux extrémités, se trouvaient les postes de conduite. La  toiture était équipée d'un lanterneau. Les bogies étaient du type « Maximum traction » avec des roues inégales. L'équipement de traction se composait de deux moteurs TH 523 de 60cv et de deux contrôleurs. L'alimentation se faisait par perche et caniveau.

### Caractéristiques générales
- Numérotation : 1 à 200
- Longueur : 12,64 m
- Largeur : 2 m
- Empattement des bogies : 1,24 m
- Entraxe des pivots : 7,41 m
- Poids : 16,4 t

### Motorisation
- Puissance : 2 x 60 cv (moteurs TH 323)

### Aménagement
- Capacité :
  - places assises : 1re classe : 12 places, 2e classe : 30 places
  - places debout sur la plateforme : 10 places